# Severance (Colorado)
Severance is een plaats (town) in de Amerikaanse staat Colorado, en valt bestuurlijk gezien onder Weld County.

## Demografie
Bij de volkstelling in 2000 werd het aantal inwoners vastgesteld op 597.
In 2006 is het aantal inwoners door het United States Census Bureau geschat op 2590, een stijging van 1993 (333.8%).

## Geografie
Volgens het United States Census Bureau beslaat de plaats een oppervlakte van
5,6 km², waarvan 5,4 km² land en 0,2 km² water. Severance ligt op ongeveer 1490 m boven zeeniveau.

## Plaatsen in de nabije omgeving
De onderstaande figuur toont nabijgelegen plaatsen in een straal van 24 km rond Severance.